# Munia de Álava

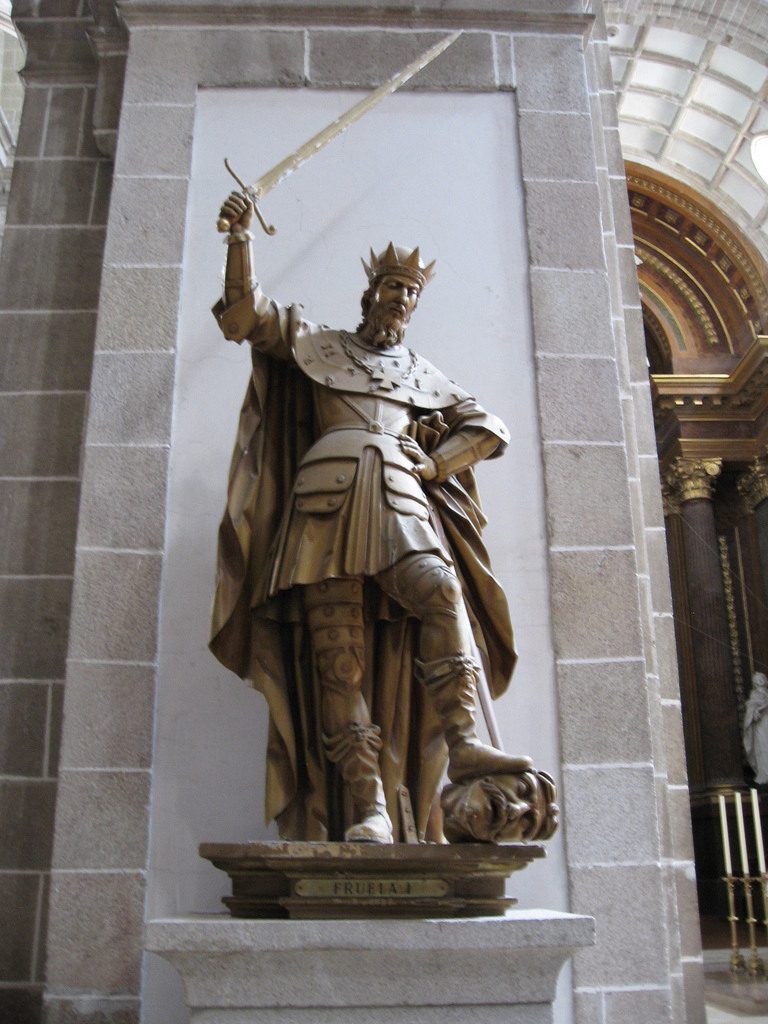
Estatua que representa al rey Fruela I de Asturias, esposo de Munia. Monasterio de San Julián de Samos.

Munia de Álava (c. 740-c. 780) fue reina consorte de Asturias por su matrimonio con Fruela I de Asturias y madre de Alfonso II de Asturias.

## Ascendencia
La ascendencia de la reina Munia es mencionada en una de las crónicas árabes de la época. El historiador Gonzalo Martínez Diez cita un texto en la primera parte de al-Muqtabis de Ibn Hayyan, publicado por Évariste Lévi-Provençal, que narra una aceifa y se mencionan las bajas cristianas. Según dicha crónica árabe, en el año 816:

...fue la campaña de hayib Abd al-Karim ibn Abd al Wahid ibn Mugut con la aceifa contra el enemigo de Dios Balask al Yalasqi (el vascón Velasco), señor de Pamplona (…) Murieron muchos, entre ellos Garsiya Ibn Lubb (García López), hijo de la hermana de Barmud (Bermudo I), el tío materno de Idfuns (Alfonso II)...

De ello se deduce que la reina Munia era hija de un individuo llamado Lope, que, por lo tanto, debería llevar el apellido patronímico López, y de una hija de Fruela de Cantabria. La madre de la reina Munia era hermana del rey Bermudo I de Asturias y prima carnal del rey Fruela I y, por ello, la reina Munia habría sido prima en segundo grado de su esposo, el rey Fruela.

## Biografía
Aunque se desconoce su fecha de nacimiento, debió de ocurrir alrededor del año 740. El rey Fruela I se trajo a Munia, entonces una adolescente, de una expedición por tierras alavesas y de La Bureba (759) para hacerla su esposa y reina, al mismo tiempo que estrechaba las relaciones con Álava. Una vez fallecido Fruela en el año 768, Munia, temiendo por las vidas de sus hijos, se refugió con ellos en el monasterio de Samos. No se conoce la fecha de su defunción, aunque debió de ser hacia el año 780, ya que Alfonso II visitó posteriormente la tumba con apenas veinte años de edad.[cita requerida]

## Sepultura
Después de su defunción, el cadáver de la reina Munia recibió sepultura en la iglesia de San Salvador de Oviedo, que su esposo, el rey Fruela I de Asturias, había ordenado edificar, y en la que también él fue sepultado. Posteriormente, en el año 794, la iglesia fue saqueada y arrasada por las tropas musulmanas y, a continuación, Alfonso II el Casto ordenó la reedificación del templo.
A principios del siglo IX el rey Alfonso II ordenó la construcción de la iglesia de Nuestra Señora del Rey Casto, en la ciudad de Oviedo, a fin de destinarla a panteón real. Diversos autores señalan que trasladó a ella los restos de sus padres, que se encontraban en el cementerio de la iglesia de San Salvador. No obstante, debido a la reconstrucción del panteón de reyes de la Catedral de Oviedo, llevada a cabo a comienzos del siglo XVIII, resultaría imposible en la actualidad la identificación e individualización de los restos mortales de la reina Munia, que se cuentan entre los allí sepultados.

## Descendencia
Fruto de su matrimonio con el rey Fruela I de Asturias nació:
- Alfonso II de Asturias (c. 760-842).[7]

| Predecesora: Ermesinda | Reina consorte de Asturias 760-768 | Sucesora: Adosinda |